# 张学勤
张学勤（1957年—），山东郓城人，汉族，中华人民共和国政治人物、第十二届全国人民代表大会内蒙古地区代表。
毕业于中央党校经济管理专业，加入中国共产党。2013年，被选为全国人大代表。